# 17. Panzer-Division (Wehrmacht)
Die 17. Panzer-Division war ein Großverband des Heeres der deutschen Wehrmacht im Zweiten Weltkrieg. Die Division wurde am 1. November 1940 im Wehrkreis VII durch eine Umgruppierung der 27. Infanterie-Division aufgestellt und kam im Deutsch-Sowjetischen Krieg unter anderem in der Schlacht um Moskau 1941/42 zum Einsatz. Im November 1942 wurde die 17. PD in den Südabschnitt der Ostfront verlegt, wo sie an dem gescheiterten Entsatzunternehmen Wintergewitter zur Befreiung der seit dem Anlaufen von Operation Uranus am 18. November 1942 in Stalingrad eingekesselten deutschen Truppen teilnahm. Die 17. Panzer-Division wurde bei der gescheiterten letzten deutschen Großoffensive im Kursker Bogen in Reserve gehalten und nahm 1943/44 an den Verteidigungsschlachten in der Ukraine und Polen teil, bevor sie in der Tschechoslowakei am 10. Mai 1945 bei Olmütz gegenüber der Roten Armee kapitulierte.

## Vorgeschichte 27. Infanterie-Division
Die 27. Infanterie-Division wurde im Oktober 1936 in Augsburg (Wehrkreis VII) aufgestellt. Die Division wurde am 26. August 1939 mobilisiert und nahm am Angriffskrieg gegen Polen sowie am Westfeldzug teil.
Im Jahr 1943 wurde ein Propagandabuch mit dem Titel Über Somme, Seine, Loire über die Vorstöße der 27. ID im Westfeldzug veröffentlicht.

## Geschichte

### Aufstellung
Die Bezeichnung 17. Panzer-Division wurde am 1. November 1940 offiziell, nachdem die 27. Infanterie-Division in eine gepanzerte Division umgegliedert worden war. Hierbei wurden aus den Infanterie-Regimentern Schützen-Regimenter. Ein Teil des Personals für die neue Division musste von der 2. Panzerdivision gestellt werden, da es im landwirtschaftlich geprägten Wehrkreis VII am technisch vorgebildeten Personalersatz mangelte, der für eine motorisierte Truppe benötigt wurde. Die Mehrheit der Soldaten stammte jedoch aus Schwaben.
Die Gliederung mit den für den Verband durchgeführten Neuaufstellungen war:
- Divisionsstab (Augsburg)
- Panzer-Regiment 39 (aus Kompanien der Panzer-Ersatz-Abteilung Mödling und Panzer-Ersatz-Abteilung 33)
- Schützen-Brigade 17 (aus Personalabgabe 2. Panzer-Division)
  - Schützen-Regiment 40 (aus Infanterie-Regiment 40)
  - Schützen-Regiment 63 (aus Infanterie-Regiment 63)
  - Kradschützen-Bataillon 17 (aus II. Bataillon Infanterie-Regiment 63 und mit Personalabgaben der Panzer-Aufklärungs-Abteilungen 7 bis 27)
- Pionier-Bataillon (mot.) 27
- Artillerie-Regiment (mot.) 27 (aus Artillerie-Abteilung 27 und Eingliederung der I./ Artillerie-Regiment (mot.) 63)
  - Beobachtungs-Batterie (mot.) 337 (Neuaufstellung)
- Panzer-Aufklärungs-Abteilung (mot.) 27 (aus Umgliederung Aufklärungs-Abteilung (mot.) 17 und Eingliederung 2. Kompanie / Pz.AA 7 im Januar 1941)
- Panzerjäger-Abteilung 27
- Nachrichten-Abteilung (mot.) 27
- Flak-Artillerie-Abteilung (mot.) 227
- Sonstige Versorgungstruppen mit der Nr. 27

### 1941
Im Mai 1941 wurde die Division in den Abschnitt der Heeresgruppe Mitte zum geplanten deutschen Angriff auf die Sowjetunion unter dem Tarnnamen Unternehmen Barbarossa verlegt. Sie wurde dort Teil des XXXXVII. Armeekorps (mot.), das der Panzergruppe 2 unter dem Kommando von Generaloberst Heinz Guderian unterstellt war. Der Divisionskommandeur Hans-Jürgen von Arnim wurde in den ersten Tagen des Ostfeldzugs am 24. Juni 1941 schwer verwundet, kehrte aber später zu seinem Verband zurück. Seine zeitweilige Vertretung, Karl Ritter von Weber, wurde südlich von Smolensk am 17. Juli 1941 tödlich verwundet, weshalb Wilhelm Ritter von Thoma Divisionskommandeur bis zur Rückkehr von Arnims wurde.
Die Division überquerte den Bug und stieß südlich von Minsk vor, wo sie den Kontakt zur Panzergruppe 3 unter Generaloberst Hermann Hoth herstellen konnte. Die 17. PD nahm an der Kesselschlacht bei Białystok und Minsk teil und konnte am 8. und 9. Juli bei den Kämpfen zwischen Senno und Orscha den sowjetischen Truppen einen Tagesverlust von bis zu 100 Panzern zufügen. Danach überschritt sie den Dnepr südlich von Orscha und nahm in den Monaten August und September an der Kesselschlacht bei Smolensk teil.
Im Oktober nahm die Division auf dem Weg nach Moskau an der Doppelschlacht bei Wjasma und Brjansk teil. Brjansk wurde am 15. Oktober genommen. Danach wurde die 17. PD im Raum Orjol konzentriert und stieß in Richtung Tula vor, von wo aus sie sich an der gescheiterten Einkesselung von Moskau beteiligte. Die Division gelangte bis 120 km südöstlich von Moskau, musste nach dem Anlaufen der sowjetischen Gegenoffensive am 5. Dezember jedoch Defensivstellungen einnehmen und begann am 8. Dezember mit dem Rückzug. Letztendlich musste sich die 17. PD auf westlich von Orjol gelegene Stellungen zurückziehen, wo sie bis zum Sommer 1942 auch blieb.

### 1942
Nach den Winterschlachten wurde die Division im frühen Sommer 1942 erneut in ihren Stellungen aus dem Winter eingesetzt und erhielt etwa 50 Panzer der Typen Panzerkampfwagen III und Panzerkampfwagen IV. Der Verband war an kleinen Attacken nördlich von Orjol im September beteiligt, war später aber wieder defensiv. Danach wurde die Division in der Heeresgruppenreserve der Heeresgruppe Mitte gehalten. Zu dieser Zeit hatte der Verband lediglich fünfundvierzig bis fünfzig von laut Ausstattungssoll zweihundert Panzern zur Verfügung. Am 5. Juli wurden das Schützen-Regiment 40 und das Schützen-Regiment 63 in Panzer-Grenadier-Regiment 40 und Panzer-Grenadier-Regiment 63 umbenannt.
Als Fridolin von Senger und Etterlin im Oktober 1942 das Kommando über die Division übernahm, verfügte sie über 30 Panzerkampfwagen, von denen rund ein Drittel nicht einsatzbereit waren.
Nach dem Beginn von Operation Uranus, der sowjetischen Gegenoffensive im Raum von Stalingrad, wurde die Division schnell zur Heeresgruppe B in den Raum Millerowo verlegt. Von dort marschierte die Division in Richtung Kotelnikowo und vereinigte sich mit den nicht eingeschlossenen Truppenteilen der 4. Panzerarmee zur Durchführung des deutschen Entsatzunternehmens Wintergewitter. Nach dem Scheitern dieser Operation war die 17. PD Ende Dezember 1942 zum Rückzug gezwungen. Die Verluste der Division waren dabei so schwer, dass als Kommandeur des Panzer-Grenadier-Regiments 63 zuletzt ein Leutnant fungierte. Am 25. Dezember 1942 waren noch acht Kampfpanzer und eine Panzerabwehrkanone vorhanden.

### 1943

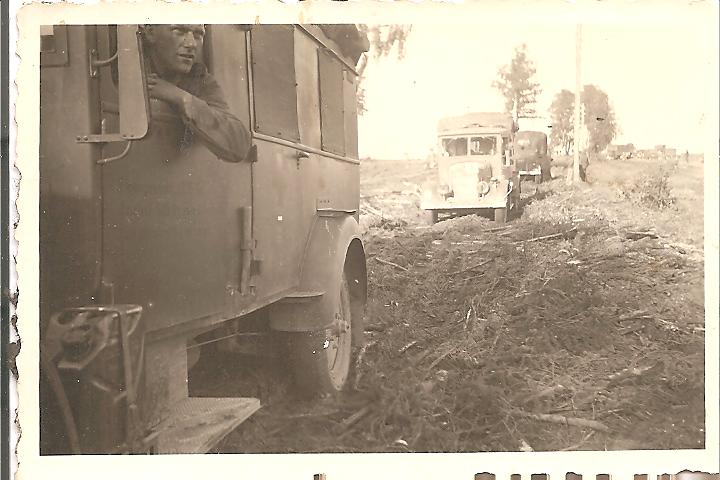
Kfz-Kolonne der 17. PD in der Mius-Region im Jahr 1943

Zu Beginn des Jahres 1943 setzte die Division ihren Rückzug in Richtung des Don-Brückenkopfes fort, welcher Ende Januar erreicht wurde. Das Panzer-Regiment 39 wurde kurz danach mit 50 neuen Panzerkampfwagen IV aufgefüllt. Die 17. PD nahm an den Gegenangriffen zwischen Mius und Donez teil und schrumpfte bis zum 27. Februar auf einen Personalbestand von unter 2.000 Mann, sechs Panzern und zehn Panzerabwehrkanonen, konnte jedoch durch den Rückzug über den Donez der Vernichtung entgehen. Danach nahm die Division bis Ende April an Panzergefechten im Raum Belgorod teil.
Am Unternehmen Zitadelle, der letzten deutschen Großoffensive an der Ostfront im Juli 1943, nahm die 17. PD nicht teil; sie wurde als Teil des XXIV. Panzerkorps in Reserve gehalten. Nach dem Ende der Offensive wurden jedoch einige kleine Gegenangriffe im Raum Donez-Isjum unternommen, an denen die Division beteiligt war. Am 20. Juli wurde Generalleutnant Walter Schilling Divisionskommandeur, nachdem sein Vorgänger gefallen war. Im Juli 1943 wies die Division folgenden Bestand an Panzern auf:
- 4 Panzer II
- 29 Panzer III
- 32 Panzer IV
- 2 T-34

Davon waren 84 % einsatzbereit.
Im September zog sich die Division vom Donez auf Positionen hinter dem Dnepr zurück und errichtete eine Defensivlinie am Westufer des Flusses. Anfangs war sie in Kriwoi Rog stationiert, im November wurde sie als Teil der wiederaufgestellten 6. Armee nach Cherson verlegt.

### 1944
Ab Ende Januar 1944 bis Anfang Februar 1944 führte die Division als Teil des III. Panzerkorps Entlastungsangriffe für durch die Dnepr-Karpaten-Operation der Roten Armee gebundene Truppen. Am Ende wurden die Panzer-Divisionen 12 km vor einer Lücke durch die Rote Armee aufgehalten, den Soldaten gelang jedoch der Durchbruch, wobei sie ihre schwere Ausrüstung zurückließen. Danach war die 17. PD Teil der 1. Panzerarmee im Kessel von Kamenez-Podolski, wo sie auch den Großteil ihrer schweren Ausrüstung verlor, sich jedoch komplett absetzen konnte. Der Kessel war entstanden, als Hitler trotz mehrfachen Warnungen von Generalfeldmarschall Erich von Manstein operative Rückzüge verbot. Dadurch konnte die Rote Armee 200.000 deutsche Soldaten einkesseln. Manstein wurde seines Kommandos enthoben.
Die Division blieb danach im April und Mai in Reserve, bis sie an Gegenangriffen im Raum Lemberg gegen die sowjetische Lwiw-Sandomierz-Operation teilnahm.
Bis zum Ende Oktober war die Division in der Taranow-Region und südlich des Baranow-Brückenkopfes nahe Sandomierz im Einsatz. Ab November wurde die 17. PD erneut in die Reserve versetzt und erhielt die benötigten Auffüllung mit 80 Panzer IV und Panzer V. Das Panzer-Grenadier-Regiment 63 wurde aufgelöst, ein Bataillon blieb jedoch weiterhin bei der Division.

### 1945
Mit dem Beginn der Weichsel-Oder-Operation am 12. Januar 1945 waren die 16. und die 17. PD die einzigen operativen Reserven, die in diesem Abschnitt für einen Gegenangriff gegen den sowjetischen Vorstoß bereitgestellt werden konnten. Beide Divisionen, die aufgrund Hitlers Durchhaltebefehl nahe hinter der Front standen, erlitten schwere Verluste durch Luftangriffe und verloren ihre Nachrichtenmittel. Ihre Aufgabe, den sowjetischen Vorstoß zum Stehen zu bringen, war nicht durchführbar.
Die Division befand sich als XXIV. Panzer-Korps unter dem Kommando von Walther Nehring auf dem konstanten Rückzug, zuerst in Richtung Łódź, danach über die Oder, wo die Division im Februar nahe Glogau Stellung bezog. Danach nahm sie Mitte Februar an den Defensivoperationen nahe dem Brückenkopf Steinau teil.

### Divisionskampfgruppe 17. Pz.Div.
Die 17. PD erlitt während dieser Kämpfe schwere Verluste und wurde unter dem Namen Kampfgruppe 17. PD nahe Görlitz aufgefüllt. Den Namen erhielt die Division aufgrund ihrer signifikanten Unterstärke; sie war inzwischen auf Regimentsgröße geschrumpft. Die Kampfgruppe setzte ihre Defensivoperation fort, während der Niederschlesischen Operation, wobei sie sich ins Protektorat in Richtung Brünn zurückziehen musste.

### Kapitulation
Am 10. Mai 1945 kapitulierte die 17. PD bei Olmütz gegenüber der Roten Armee.

## Kommandeure

### 27. Infanterie-Division
| Kommandeur                            | Beginn          | Ende             | Anmerkungen                                                 |
| ------------------------------------- | --------------- | ---------------- | ----------------------------------------------------------- |
| Generalleutnant Friedrich Bergmann    | 1. Januar 1937  | 4. Oktober 1940  | wurde Kommandeur der 137. ID, gefallen am 21. Dezember 1941 |
| Generalleutnant Hans-Jürgen von Arnim | 5. Oktober 1940 | 31. Oktober 1940 | blieb Kommandeur nach der Umgliederung                      |

### 17. Panzer-Division
| Kommandeur                                       | Beginn             | Ende               | Anmerkungen |
| ------------------------------------------------ | ------------------ | ------------------ | --- |
| Generalleutnant Hans-Jürgen von Arnim            | 1. November 1940   | 28. Juni 1941      | verwundet am 28. Juni 1941 |
| Generalmajor Johannes Streich                    | 28. Juni 1941      | 7. Juli 1941       | mit der Führung beauftragt |
| Generalmajor Karl Ritter von Weber               | 7. Juli 1941       | 18. Juli 1941      | mit der Führung beauftragt; wurde verwundet, starb am 20. Juli 1941 an den Folgen seiner Verletzungen                              |
| Oberst Rudolf-Eduard Licht                       | 18. Juli 1941      | 21. Juli 1941      | mit der stellvertretenden Führung beauftragt                                                                                       |
| Generalmajor Wilhelm Ritter von Thoma            | 21. Juli 1941      | 15. September 1941 | mit der Führung beauftragt; versetzt in die Führerreserve nach von Arnims Rückkehr                                                 |
| Generalleutnant Hans-Jürgen von Arnim            | 15. September 1941 | 11. November 1941  | zweite Amtszeit nach der Erholung von der Verwundung, wurde am 11. November 1941 mit der Führung des XXXIX. Panzerkorps beauftragt |
| Generalmajor Rudolf-Eduard Licht                 | 11. November 1941  | 10. Oktober 1942   | abgesetzt und nach Deutschland zurückberufen, um Kommandeur einer weniger wichtigen Division zu werden                             |
| Generalleutnant Fridolin von Senger und Etterlin | 10. Oktober 1942   | 16. Juni 1943      | wurde im Juni 1943 Wehrmachtoberbefehlshaber in Sizilien                                                                           |
| Generalleutnant Walter Schilling                 | 16. Juni 1943      | 20. Juli 1943      | gefallen am 20. Juli 1943 nahe Doljenjaja                                                                                          |
| Generalmajor Karl-Friedrich von der Meden        | 21. Juli 1943      | 30. November 1944  | |
| Generalmajor Rudolf Henrici                      | 1. Dezember 1943   | Januar 1944        | Mit der Führung beauftragt |
| Generalmajor Karl-Friedrich von der Meden        | Januar 1944        | 20. September 1944 | wurde am 1. Oktober 1944 Kommandeur der 178. Reserve-PD                                                                            |
| Oberst Rudolf August Demme                       | 20. September 1944 | 2. Dezember 1944   | wurde Kommandeur der 132. ID |
| Oberst Albert Brux                               | 2. Dezember 1944   | 19. Januar 1945    | wurde verwundet und geriet in sowjetische Kriegsgefangenschaft                                                                     |
| Generalmajor Theodor Kretschmer                  | 1. Februar 1945    | 8. Mai 1945        | kapitulierte mit der Division |

## Vergleichende Gliederung
| 1941                                                                | 1943                                                          |
| ------------------------------------------------------------------- | ------------------------------------------------------------- |
| - Panzer-Regiment 39                                                | - Panzer-Regiment 39                                          |
| - Schützen-Brigade 17 - Schützen-Regiment 40 - Schützen-Regiment 63 | - Panzer-Grenadier-Regiment 40 - Panzer-Grenadier-Regiment 63 |
| - Kradschützen-Bataillon 17                                         |                                                               |
| - Aufklärungs-Abteilung 27                                          | - Panzer-Aufklärungs-Abteilung 17                             |
| - Artillerie-Regiment 27                                            | - Panzer-Artillerie-Regiment 27                               |
| - Panzerjäger-Abteilung 27                                          | - Panzerjäger-Abteilung 27                                    |
|                                                                     | - Heeres-Flak-Artillerie-Abteilung 297                        |
| - Panzer-Pionier-Bataillon 27                                       | - Panzer-Pionier-Bataillon 27                                 |
| - Nachrichten-Abteilung 27                                          | - Panzer-Nachrichten-Abteilung 27                             |
| - Versorgungstruppen 27                                             | - Panzer-Versorgungstruppen 27                                |
|                                                                     | - Feldersatz-Bataillon 17                                     |

## Bekannte Divisionsangehörige
- Karl Herzog (1906–1998), war von 1963 bis 1966 als Generalmajor des Heeres der Bundeswehr stellvertretender Kommandierender General des II. Korps